# Гаскойн-Сесил, Роберт, 5-й маркиз Солсбери
Роберт Артур Джеймс Гаскойн-Сесил, 5-й маркиз Солсбери (англ. Robert Arthur James Gascoyne-Cecil, 5th Marquess of Salisbury; 27 августа 1893 — 23 февраля 1972) — британский аристократ и консервативный политик, известный как виконт Крэнборн с 1903 по 1947 год.

## Предыстория
Родился 27 августа 1893 года в Хэтфилд-хаусе, Хартфордшир. Имел прозвище «Бобби», старший сын Джеймса Гаскойна-Сесила, 4-го маркиза Солсбери (1861—1947), от его жены леди Сесили Гор (1867—1955), дочери 5-го графа Аррана и внука 3-го маркиза Солсбери, премьер-министра в 1895—1902 годах. Он получил образование в Итоне и Крайст-Черче в Оксфорде, получив в 1951 году степень почётного доктора гражданского права.

## Военная карьера
Солсбери служил в армии во время Первой мировой войны. В 1915 году он был произведен в лейтенанты гренадерской гвардии, где прослужил до конца войны. Он был награжден Военным крестом и кавалером Ордена Короны Бельгии. Когда война закончилась, он пошел работать в Вестминстерский банк. В 1928 году он был назначен директором и членом Королевской комиссии по историческим рукописям; в 1957 году он был назначен председателем комиссии.

## Политическая карьера
Солсбери, как виконт Крэнборн, был избран от консервативной партии в Палату общин в качестве члена парламента от Южного Дорсета в 1929 году. Будучи парламентским секретарём лорда-хранителя Малой печати в 1934 году в Национальном правительстве Рамсея Макдональда, он был повышен до должности совместного парламентского заместителя министра иностранных дел с 1935 по 1938 год. Он был назначен генеральным казначеем Уинстоном Черчиллем в мае 1940 года на время Битвы за Британию, а с 1940 по 1942 год был назначен государственным секретарем по делам доминиона.
В 1941 году Роберт Гаскойн-Сесил был вызван в Палату лордов в соответствии с приказом об ускорении в одном из титулов своего отца как барон Сесил Эссендонский. Он был министром колоний в феврале-ноябре 1942 года, лордом-хранителем Малой печати с 1942 по 1943 год, лидером Палаты лордов с 1942 по 1945 год и снова министром по делам доминиона с 1943 по 1945 год. Как друг Уинстона Черчилля, в 1943 году он был назначен президентом Англоязычного союза для содействия универсальности языка на всей территории Британской империи. Его последним назначением в военное время было назначение президентом Университетский колледж Юго-Запада в течение десяти лет, установленных законом, прежде чем он был преобразован в университетский статус.
В 1947 году король Великобритании Георг VI сделал Роберта Гаскойна-Сесила кавалером Ордена Подвязки, и вскоре после этого он унаследовал титул маркиза Солсбери от своего отца. Он стал верховным управляющим Хартфордшира, где жил, в 1947 году, незадолго до того, как эта должность была упразднена.
В течение 1950-х, когда его партия вернулась в правительство, последовательно, он служил под руководством Уинстона Черчилля, Энтони Идена и Гарольда Макмиллана, будучи лордом-хранителем печати с 1951 по 1952; лидером Палаты лордов с 1951 по 1957 год; министром по делам Содружества в 1952 году и лордом-председателем совета с декабря 1952 по 1957 год. В период коронации Елизаветы II маркиз Солсбери был назначен исполняющим обязанности министра иностранных дел, так как Энтони Иден тогда был серьезно болен после серии неудачных операций на желчном протоке.
В ноябре 1951 года маркиз Солсбери получил почетную докторскую степень по праву в Ливерпульском университете.
Лорд Солсбери был известен как убежденный империалист. В 1952 году, будучи министром по делам Содружества, он попытался сделать постоянным изгнание Серетсе Хамы, кгоси (лидера) народа Бамангвато в Бечуаналенде, за то, что он женился на белой британской женщине. В 1960-х годах лорд Солсбери продолжал быть убежденным защитником правительств, в которых доминировали белые, в Южной Африке и в Южной Родезии (ныне Зимбабве), и ему была предоставлена гражданство города Солсбери (который был назван в честь его деда) во время визита в 1956 году. Он также был ярым противником попыток левых либералов реформировать Палату лордов, но он создал так называемую Конвенцию Солсбери, в соответствии с которой Палата лордов не будет выступать против второго или третьего чтения любого правительственного законодательства, обещанного в ее предвыборном манифесте.
В январе 1957 года Энтони Иден подал в отставку с поста премьер-министра. Двумя кандидатами были Рэб Батлер и Гарольд Макмиллан. Королева послушалась совета от Уинстона Черчилля (который поддерживал Макмиллана), Эдварда Хита (который, будучи шефом-кнутом, был осведомлен о мнении оппонентов), и маркиза Солсбери, которые опросили кабинет по одному, а со своей знаменитой речью, спросил каждого, был ли он на «WAB или Hawold» (считается, что только от одного до трех были на «ВАБ»). К удивлению средств массовой информации, подавляющим большинством голосов был дан совет назначить Гарольда Макмиллана премьер-министром вместо Батлера.
Лорд Солсбери подал в отставку со своего поста лидера Палаты лордов в знак протеста против решения правительства освободить архиепископа Макариоса из-под стражи на Сейшельских островах. Макариос, архиепископ Кипра, был арестован, потому что британцы сочли, что он поощрял межобщинное насилие и терроризм на Кипре во время так называемого «Кипрского вопроса». Он стал первым президентом Консервативного клуба понедельника в январе 1962 года, когда заявил, что «никогда не было большей потребности в истинном консерватизме, чем сегодня». Он занимал этот пост до своей смерти в 1972 году.
Культурные достижения маркиза Солсбери были признаны, когда в том же году он стал членом Королевской академии.
Эти художественные полномочия были усилены в качестве попечителя Национальной галереи с 1960 по 1966 год.
Помимо своей политической карьеры, маркиз Солсбери был ректором Ливерпульского университета с 1951 по 1971 год. В 1970 году студенты университета устроили оккупацию в Доме Сената, чтобы потребовать его отстранения из-за его поддержки апартеида и других реакционных взглядов.

## Брак и дети
8 декабря 1915 года лорд Солсбери женился на Элизабет Вир Кавендиш (22 января 1897 — 5 июня 1982), дочери лорда Ричарда Кавендиша (1871—1946) и его жены леди Мойры де Вер Боклерк (1876—1942), дочери 10-го герцога Сент-Олбанса. У них было трое сыновей, двое из которых умерли раньше своих родителей:
- Роберт Эдвард Питер Гаскойн-Сесил, 6-й маркиз Солсбери (24 октября 1916 — 11 июля 2003), старший сын и преемник отца
- Майкл Чарльз Джеймс Гаскойн-Сесил (27 октября 1918 — 27 октября 1934)
- Ричард Хью Вир Гаскойн-Сесил (31 января 1924 — 12 августа 1944), летчик-сержант Королевских ВВС, погиб в бою во время Второй мировой войны.

Лорд Солсбери умер в феврале 1972 года в возрасте 78 лет, и ему наследовал его старший и единственный оставшийся в живых сын Роберт, который стал 6-м маркизом Солсбери. Леди Солсбери умерла 5 июня 1982 года.

## Изображение в СМИ
Его изображает Клайв Фрэнсис в сериале Netflix «Корона».